# 仰昇
仰昇（1435年—？），字進卿，别号芝山，直隸廬州府無為州人，民籍，明朝政治人物。進士出身。

## 生平
早年出身國子生，景泰四年（1453年）癸酉科應天府鄉試第十五名。成化十一年（1475年）乙未科會試第五十七名，殿試登進士第二甲第十四名。弘治中历兵科给事中、陕西等處提刑按察司按察使。

## 家族
曾祖父仰華叄。祖父仰興富。父亲仰成，曾任府都事。